# Єлісєєв Сергій Володимирович (чиновник)
Єлісєєв Сергій Володимирович ((5 травня 1971 , Ставрополь )) — російський державний діяч. У 2021—2022 роках — перший заступник голови уряду Калінінградської області. У 2022 році, після вторгнення Росії в Україну та окупації Херсонської області, призначений головою уряду російської окупаційної Військово-цивільної адміністрації Херсонської області, а пізніше виконуючим обов'язки його голови.

## Біографія
У 1993—2005 Єлісєєв працював у Федеральній службі безпеки.
З 2004 до сьогодні є президентом Європейської федерації Самбо.
З серпня 2014 по листопад 2016 був помічником, а потім заступником голови Вологди — начальником адміністративного департаменту.
До червня 2017 року працював заступником керівника апарату уряду Калінінградської області. У червні 2017-го призначений головним федеральним інспектором по Калінінградській області (перебував в апараті повпреда президента РФ у Північно-Західному федеральному окрузі).
З 17 липня 2021 року по 2022 рік — перший заступник голови уряду Калінінградської області.
У 2022 році, після вторгнення Росії в Україну, обіймає посади в окупованій Росією Херсонській області. 5 липня 2022 року призначений головою уряду російської окупаційної Військово-цивільної адміністрації Херсонської області. 4 серпня, після госпіталізації глави ВДА Володимира Сальдо, призначений виконувачем обов'язків голови Військово-громадянська адміністрація Херсонської області.
18 вересня 2022 року в зв'язку з одужанням Сальдо Володимира, склав із себе повноваження та. о. Глава Військово-цивільної адміністрації Херсонської області і перейшов до своїх основних обов'язків.
3 серпня 2023 СБУ повідомила про підозру Єлісєєву Сергію Володимировичу за підготовку незаконного референдуму щодо «приєднання» Херсонщини до складу РФ (ч. 3 ст. 436-2 ККУ, ч. 6 ст. 111-1 ККУ)

## Особисте життя
Одружений, має двох дочок та сина.

## Санкції
2 серпня 2022 року внесено до списку санкцій США «проти еліти і компаній у секторах економіки, що приносять значний дохід російському режиму».
29 вересня 2022 року внесено до списку санкцій Канади «соратників режиму» щодо чиновників на окупованих Росією територіях України «за сприяння та підтримку фіктивних референдумів президента Путіна».
4 жовтня 2022 року внесено до санкційних списків Великобританії за дії, які підривають або загрожують територіальній цілісності, суверенітету та незалежності України.
6 жовтня 2022 року внесено до санкційних списків усіх країн Євросоюзу, оскільки «входить до складу так званого уряду окупованої Херсонської області, відповідального за підготовку незаконного референдуму за входження Херсона до складу Російської Федерації. Тому він несе відповідальність за підтримку та реалізацію дій та політики, які підривають чи загрожують територіальній цілісності, суверенітету та незалежності України».
19 жовтня 2022 року Єлісєєв Сергій Володимирович доданий до санкційного списку України.
З аналогічних підстав також знаходиться за санкціями Швейцарії, Австралії, Японії та Нової Зеландії.